# أومبيونسي
أومبيونسي (بالفرنسية: Ambiancé)‏ هو فيلم تجريبي قادم من إخراج السويدي أندريس ويبرج. كان من المتوقع أن يصدر الفيلم في 31 ديسمبر 2020، وستصل مدته إلى 720 ساعة كاملة، وستتخطى مدة عرضه ثلاثين يوماً، كما سيتم عرضه كاملاً في احتفالية خاصة سيتم إقامتها أواخر عام 2020، وبعدها ينوي المخرج تدمير شرائط الفيلم بالكامل، حيث سيكون آخر إنتاج فني له.
الفيلم ليس فيلماً روائياً بالطبع، إذ سيكون من الصعب على متابعيه التركيز مع شخصياته ومع الحبكات الدرامية والجمل الحوارية المعبرة عن أحداثه، وإنما هو أقرب لنوعية الأفلام الوثائقية الموسيقية، حيث تدور فكرته في عالم سريالي يختلط فيه الحلم بالحقيقة.
نشر ويبيرج في 3 يناير 2021 على حسابه على تويتر وكذلك على الموقع الرسمي للفيلم عبارة C'est fini وهي كلمة فرنسية تعني لقد انتهى. تم استخدام نفس العبارة في وصف المقطع الدعائي للفيلم فيما يتعلق بترك ويبرج الإخراج بعد الانتهاء من أومبيونسي. يدرج موقع الويب الخاص بـ ويبرج الفيلم في فيلموغرافيا الفيلم الخاص به، ويسرد مدة تشغيل تبلغ 43200 دقيقة، أي ما مجموعه 30 يومًا بالضبط.

## روابط خارجية
- الموقع الرسمي
- أومبيونسي على موقع IMDb (الإنجليزية)
- أومبيونسي على موقع ألو سيني (الفرنسية)
- أومبيونسي على موقع قاعدة بيانات الفيلم (الإنجليزية)
- أومبيونسي على موقع ليتربوكسد (الإنجليزية)
- أومبيونسي على موقع كينوبويسك (الروسية)